# پرلوم
پرلوم (به بلغاری: Prelom) یک منطقهٔ مسکونی در بلغارستان است که در شهرستان لووچ واقع شده‌است.